# William Seiling
William Bernard Seiling (St. Louis, 1864. május 28. – St. Louis, 1951. január 5.) olimpiai ezüstérmes amerikai kötélhúzó.

## Élete
Az 1904. évi nyári olimpiai játékokon indult kötélhúzásban a St. Louis Southwest Turnverein No. 1 színeiben, de az amerikai válogatotthoz tartoztak. Rajtuk kívül még 3 amerikai klub és két ország indult (görögök és dél-afrikaiak). A verseny egyenes kiesésben zajlott.
A helyi erős embernek számított, 1895 és 1905 között veretlen volt söröshordó-emelésben.